# Flitcham (Norfolk)
Flitcham es una aldea en la parroquia civil de Flitcham with Appleton en el condado inglés de Norfolk. La aldea está a 45,5 millas (73,2 km) al noroeste de Norwich, a 9,1 millas (14,6 km) al nordeste de King’s Lynn y a 112 millas (180,2 km) al norte de Londres. La aldea abarca la carretera B1153 justo al norte de la carretera A148 Fakenham en Hillington. La estación de ferrocarril más está en King’s Lynn con Fen Line la cual va entre  King’s Lynn y Cambridge. La parroquia de Flitcham with Appleton en el censo de 2011 tenía una población de 276 habitantes en 121 hogares. Para propósitos de gobierno local, la parroquia se incluye en el distrito de King's Lynn and West Norfolk. Junto con las aldeas de West Newton, Shernborne, y Anmer, es parte de la Real Sandringham Estate.

## Descripción
La parroquia de Flitcham with Appleton, en la cual se encuentra la aldea, es una parroquia grande situada en el noroeste de Norfolk. Al este el límite de la parroquia indiscernible por la ruta de Peddars Way, la larga ruta que sigue el trayecto de una calle romana. En el límite sur se encuentra el río Babingley cuyo nacimiento está cerca de la aldea y llega hasta el río Great Ouse en Wootton Marshes. El límite norte es con la parroquia civil de Anmer, mientras que la parroquia y la hacienda real de Sandringham se encuentran al oeste. La aldea de Flitcham está al sur de la parroquia. También dentro de la parroquia está el caserío de Appleton, una aldea perdida que se ha reducido a unas pocas viviendas en estado ruinoso. El nombre Flitcham proviene del anglosajón que significa a homstead or village where flitches of bacon are produced (lit. «una finca o aldea donde se producen hojas de panceta»).

## Historia

### Ocupación romana
La evidencia ha encontrado que hubo asentamiento considerable en la parroquia durante el período de la ocupación romana en Norfolk. En 1940, arqueólogos encontraron una villa y casa de baños en pendientes sobre asentamientos menores en el valle del río Babingley. Estos abundantes edificios fueron encontrados en Denbeck Wood, un poco al noroeste de Flitcham near Appleton. Las excavaciones revelaron la casa principal, la cual tenía ventanas vidriadas y un suelo teselado, y un patio rodeado por edificios pequeños junto con la casa de baños, la cual tenía paredes con revoque pintadas de rosado. La excavación también encontró varios artefactos romanos entre los que se incluían monedas, alfarería, broches y otras artesanía de metal que databan de los siglos III al IV. Otro edificio fue descubierto cerca de Flitcham Hall, en el lado norte de Common Drove. En este sitio se descubrió alfarería, secciones de chimeneas y otros fragmentos arquitectónicos. Estos dos edificios son parte de un grupo de villas en el área, incluyendo otras en Congham y Gayton.

### Período anglosajón
Durante las excavaciones de la villa de Denbeck Wood se encontraron otros artefactos del período Anglosajón. Estos incluían alfarería, broches y artesanías de metal del anglosajón temprano, de igual manera que alfarería y artesanías de metal del anglosajón medio y tardío.

### El Domesday Book
Flitcham tiene una entrada en el Domesday Book de 1085 donde su población, propiedad de la tierra y recursos productivos estaban ampliamente detallados. En la encuesta Flitcham está registrado con el nombre de Flicham, Phlicham y Plic(e)ham. Siendo los inquilinos principales el Obispo de Bayeux, William de Warenne y Robert y Ranulf Fitz Walter de Roger Bigot. La encuesta también listaba 4 molinos, una iglesia, 3 acres (12 140,6 m²) de pastizales, pannage para 27 cerdos, 3 vacas, 1 bestia para transporte y 180 ovejas. En el Domesday book el tamaño del bosque estaba normalmente dado como el número de cerdos que un bosque podía soportar, en este caso 27 cerdos.

## Personas notables

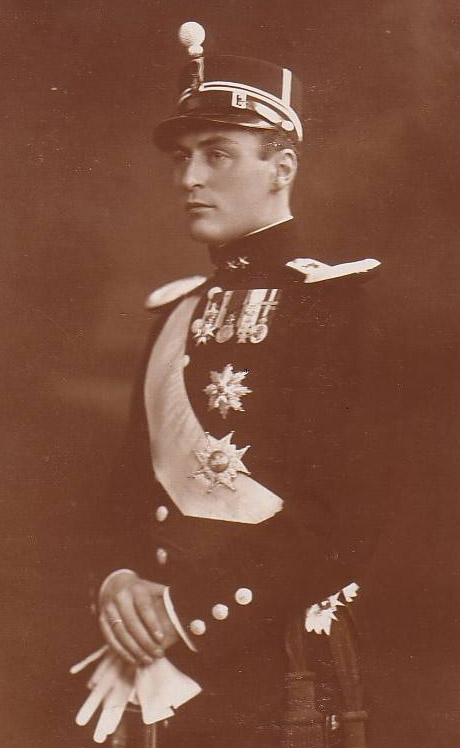
Olav V rey de Noruega

Olav V (2 de julio de 1903 – 17 de enero de 1991), rey de Noruega desde 1957, nació en Appleton House en Flitcham, hijo del príncipe Carl de Dinamarca y la princesa Maud de Gales, hija de Rey Edward VII. Le dieron los nombres y título de Alexander Edward Christian Frederik, príncipe de Dinamarca. Se le dio el nombre de Olav cuando su padre se volvió Rey Haakon VII de Noruega en 1905.
Junto con las aldeas de West Newton, Shernborne, y Anmer, es parte del Real Sandringham Estate.